# Gibercourt
Gibercourt es una comuna francesa situada en el departamento de Aisne, de la región de Alta Francia.

## Geografía
Está ubicada a 12 km al sur de San Quintín.

## Demografía
| 60 | 46 | 39 | 37 | 33 | 37 | 40 | 44 |
| Para los censos de 1962 a 1999 la población legal corresponde a la población sin duplicidades (Fuente: INSEE [Consultar]) |    |    |    |    |    |    |    |